# 阿列克謝·布魯西洛夫

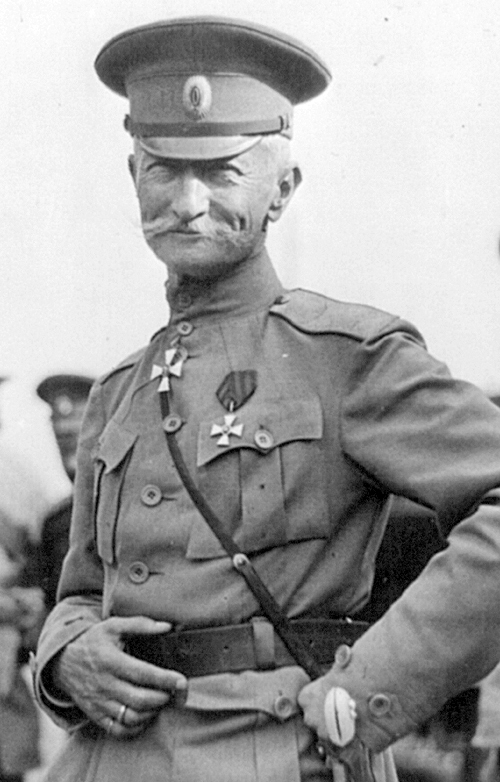
布鲁西洛夫在1917年

阿列克谢·阿列克谢耶维奇·布鲁西洛夫（俄语：Алексе́й Алексе́евич Бруси́лов; 1853年8月31日—1926年3月17日），俄罗斯帝国、俄罗斯共和国、蘇聯将領。

## 早年生活
布鲁西洛夫出生在今格鲁吉亚第比利斯，父亲阿列克谢·尼古拉耶维奇·布鲁西洛夫（Aleksi Nikolaevich Brusilov）是俄国人，母亲安娜·路易莎·涅斯托耶姆斯卡（Anna Luiza Niestojemska）是波兰人。布鲁西洛夫家族三代人都在帝俄军队中担任军官。他的祖父在1812年曾参加拿破仑入侵防御作战。他父亲官至中尉，1856年死于肺结核，此后不久母亲也逝世，布鲁西洛夫便由在库塔伊西的亲戚收养。
布鲁西洛夫一直在家受教育，直到14岁进入军校就读。1872年他修完军事课程后，被分配到第15骑兵团。该团驻守在库塔伊西附近，故布鲁西洛夫彼时经济压力较军校同侪小些。
1874年，布鲁西洛夫晋升至中尉，1877年至1878年的俄土战争中崭露头角，曾因战绩于报告中被提到三次，获三等圣斯坦尼斯拉夫勋章及三等圣安娜勋章，不久又因在卡尔斯打败奥斯曼军队，获二等圣斯坦尼斯拉夫勋章。
1881年，布鲁西洛夫调任至骑兵学校，1884年结婚，1887年获一子。1902年，他以少将军衔领导骑兵学校，期间出访法国、奥匈帝国和德国学习骑兵战法。
1906年，布鲁西洛夫调任第2禁卫骑兵师师长，但他妻子过世之后，他便寻求调往地方。1908年，他来到华沙军区，任第14军团长官，并娶娜杰日达·热里霍夫斯基（Nadejda Jelihovski，1864-1938）为妻。1912年，他升任骑兵上将及华沙军区副司令。然而受到1905年俄国革命的影响，俄军高层中的本土派和移民派逐渐不和，而时任华沙军区司令的格奥尔格·斯卡隆（Georg Karl de Scallon）乃是德意志人后代，故布鲁西洛夫于1913年调任基辅军区的第12军团长官，他为此感到由衷欣慰。

## 一战军功

### 1914-1915年
1914年7月，时值俄罗斯开始总动员，布鲁西洛夫上任第八集团军司令。该集团军隶属于西南方面军，主要在加利西亚地区作战。第八集团军在加利西亚战役中击败奥匈帝国第3军，挺进敌境将近150公里。然而俄军在另外几段战线上却受到重挫，其中坦能堡战役的大败最为惨重。第八集团军不得不跟随其他俄军部队一起后撤。布鲁西洛夫因功获得四级圣乔治勋章，随后升至第三级勋章。出于巧合，第八集团军中身兼要职的几位将领日后成为了白军的领袖。他们包括时任军需官的邓尼金，48步兵师师长科尔尼洛夫，以及第12骑兵师师长卡列金。
1915年初，布鲁西洛夫再次挥军前进，突破喀尔巴阡山隘口挺进匈牙利平原。时值尼古拉二世来访，布鲁西洛夫被擢升为副上将（General-Adjutant，相当于美国的四星上将）。然而，同盟国在加利西亚的夏季攻势令俄军全线败退，使得布鲁西洛夫前功尽弃。到了9月，第八集团军已经后撤180公里到捷尔诺波尔地区。即便如此，布鲁西洛夫的进攻亦使得奥匈帝国的防卫能力备受质疑，使得与奥军联盟的德军不得不从西线抽出部分兵力与俄军对抗。
1915年10月，布鲁西洛夫在总参谋长阿列克谢耶夫同意下，将沃里尼亚地区的两万德意志人驱逐出境。

### 布鲁西洛夫攻势
1916年3月，布鲁西洛夫获得西南方面军指挥权，决策上也取得更大的自由度。俄军先前的攻势趋向于集中大量兵力与炮火在狭窄的地段上发动进攻，以图突破对方的防线。由于俄军兵力堆积在一小块地区，同盟国能轻易调集大军进行反击，令俄军几次无功而返。
布鲁西洛夫决定在整个西南方面军的宽大正面上发动进攻，以期大范围迷惑敌军，使其失守某些关键点。他摒弃对无价值地区的饱和轰炸，反而命令炮兵对指挥所，道路网等等关键目标实施精确打击，从而瓦解德军在整个战线上的指挥与组织能力。闻名遐迩的德军炮兵专家格奥尔格·布吕歇穆尔在与布鲁西洛夫对阵中汲取了宝贵的经验，并在日后其组织皇帝会战的火力准备时学以致用。布鲁西洛夫甚至不着眼局部的兵力优势。只要一个师仍然能支援他，布鲁西洛夫就能让它转移到其他战线上。
以一战的标准来说，布鲁西洛夫应用新战术硕果累累。在接下来三个月之间，西南方面军在一段宽逾400公里的战线上平均前进逾30公里，俘虏40万奥匈帝国官兵。然而，布鲁西洛夫北面的西方面军没有按照计划配合进攻，令德国得以从法国和比利时抽调17个师阻击俄军。
布鲁西洛夫的大捷为他赢得了带钻石的圣乔治佩剑。一战中仅有八位俄罗斯将领获得此等殊荣。此后布鲁西洛夫又从沃里尼亚驱逐了一万三千名德意志人。

## 革命期间
在二月革命前夕，布鲁西洛夫曾考虑过废黜尼古拉二世，以米哈伊尔大公取而代之。他认为此举必须要快，否则接下来的后果无法估计。但没过多久，俄罗斯帝国灭亡，计划落空。1917年5月，布鲁西洛夫成为俄军总司令。
二月革命后，布鲁西洛夫心心念念的是战争的胜利。他虽然同情革命，但坚持要先确立新政府的权威及打败国外的敌人。在他给克伦斯基的电报中，他更表示不惜用死刑整顿军纪。然而他的这一立场不得人心，而俄军在1917年7月的克伦斯基攻势中亦惨败，最终布鲁西洛夫被科尔尼洛夫取代，他自己则搬去莫斯科居住。

## 十月革命后
十月革命后不久，莫斯科亦爆发战斗，布鲁西洛夫被击中他卫生间的流弹碎片伤到脚。他很少与旧同僚会面，亦拒绝出国流亡。他在回忆录中表示，这是因为他深爱着俄国的军队和人民，认为在此关头不抛弃人民而是以旁观者角度记录历史是他的职责。
1918年8月，他被契卡逮捕，但因为几位参加红军的旧同僚力保，他得以被释放。他的儿子被征召进入红军，但在1919年秋天邓尼金进攻莫斯科的攻势中牺牲。此事彻底将本就同情革命的布鲁西洛夫推向红军一方，并立刻参与编写俄军一战期间的经验总结。
1920年5月30日，布鲁西洛夫在《真理报》上发表文章，号召一战老兵加入红军的波苏战争。9月12日，他和加里宁、列宁、托洛茨基、加米涅夫一同呼吁弗兰格尔的白军加入红军一方，批评其“和捷克斯洛伐克军团一道，甘当波兰贵族和英法资本家的走狗，奴役俄国的人民”。
他参与了红军结构与规模的特别委员会，曾负责训练骑兵新兵。1924年，布鲁西洛夫退休，但仍为革命军事委员会服务。晚年他与自己病弱的妻子和另一对夫妻住在一个共享的公寓中，最终死于心脏衰竭。布鲁西洛夫获得了国葬的待遇并被安葬在新圣女修道院，布尔什维克、神职人员、中上层人士皆参与葬礼。他的第二个妻子娜杰日达于1938年逝世，安葬在今捷克布拉格的俄国籍移民墓园。

## 后世评价
布鲁西洛夫的回忆录在1930年被译成英语并出版。由于布鲁西洛夫在十月革命之后投靠布尔什维克并加入红军，多数亲沙俄的历史学家对其军功不予表彰，甚至予以忽略。不过，英国名将蒙哥马利将布鲁西洛夫列入一战7位杰出将领之中（另外六人是法金汉、鲁登道夫、凯末尔、赫伯特·普鲁莫、約翰·莫納什和埃德蒙·艾倫比）。

## 延伸阅读
- Bark, Sir Peter. "The Last Days of the Russian Monarchy—Nicholas II at Army Headquarters", Russian Review, Vol. 16, No. 3. (1957), pp. 35–44.
- Brown, Stephen. "[Review:] Красная звезда или крест? Жизнь и судьба генерала Брусилова (The Red Star or the Cross? Life and Fate of General Brusilov) by Ю.В. Соколов", Slavic Review, Vol. 54, No. 4. (1995), pp. 1087–1088.
- Brusilov, A.A. A Soldier's Note-Book, 1914–1918. Westport, CT: Greenwood Press, 1971 (hardcover, ISBN 0-8371-5003-5).
- Feldman, Robert S. "The Russian General Staff and the June 1917 Offensive", Soviet Studies, Vol. 19, No. 4. (1968), pp. 526–543.
- Jones, David R. "The Officers and the October Revolution", Soviet Studies, Vol. 28, No. 2. (1976), pp. 207–223.
- Kersnovskiy, A.A. История русской армии (The History of the Russian Army), Vol. 4. (1994), pp. 32–64.
- Myatskogo, V.P. (ed.) Biographies of Russian Military Leaders in the First World War. Elakos. (1994) pp. 113–158.
- Nikolaieff, A.M. "The February Revolution and the Russian Army", Russian Review, Vol. 6, No. 1. (1946), pp. 17–25.
- Stone, Norman. The Eastern Front 1914–1917. London, Hodder and Stoughton (1975).
- Wildman, Allan. "The February Revolution in the Russian Army", Soviet Studies, Vol. 22, No. 1. (1970), pp. 3–23.